# 索尔默里
索尔默里（法語：Sormery，法語發音：[sɔʁməʁi]）是法国勃艮第-弗朗什-孔泰大区约讷省的一个市镇，属于阿瓦隆区。

## 地理
索尔默里（48°5'16"N, 3°46'17"E）面积30.56 平方千米，位于法国勃艮第-弗朗什-孔泰大區约讷省，该省份为法国中北部内陆省份，西接卢瓦雷省，西北接塞纳-马恩省，南至涅夫勒省，东临科多尔省，东北与奥布省接壤。
与索尔默里接壤的市镇（或旧市镇、城区）包括：奥特地区库尔桑、奥特地区诺让、奥特地区圣马尔、沃农、奥特地区伯尔、拉松、讷维索图尔、蒂尔尼。

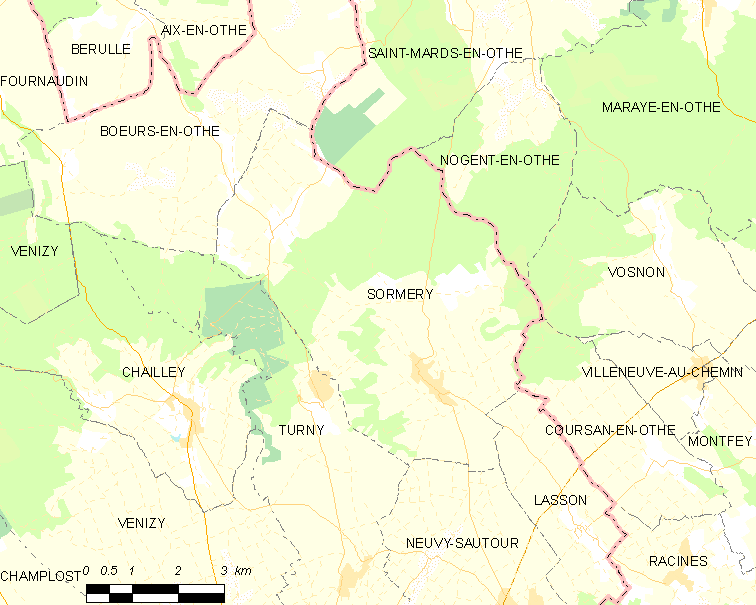
索尔默里的OSM定位图

索尔默里的时区为UTC+01:00、UTC+02:00（夏令时）。

## 行政
索尔默里的邮政编码为89570，INSEE市镇编码为89398。

## 政治
索尔默里所属的省级选区为圣弗洛朗坦县。

## 人口

1962-2008年间索尔默里人口变化图示

索尔默里于2022年1月1日时的人口数量为386人。